# Ali İhsan Karayiğit
Ali İhsan Karayiğit (* 1. Januar 1928 in Salihli, Türkei; † 18. März 2013) war ein türkischer Fußballspieler, -trainer und -funktionär. Für Beşiktaş Istanbul gehört er zu den unvergesslichen Fußballern. Er spielte dort als Libero bzw. Vorstopper.

## Spielerkarriere

### Verein
Während seiner Schulzeit spielte er für seine Schulmannschaft. An einem Schulturnier in den 1940er Jahren in Manisa, kamen sehr viele Talentsucher von renommierten Vereinen. Dort wurde Ali İhsan von Beşiktaş Istanbul entdeckt.
Er spielte für den Verein von 1950 bis 1959. Er gewann unterschiedliche Meisterschaften mit dem Verein. Er bekam daraufhin die Chance, in der türkischen Nationalmannschaft zu spielen. Ali İhsan hat 11 Spiele für die Türkei bestritten. Bei der WM-Vorbereitungen 1954, wurde er ebenfalls mit aufgenommen.

## Trainerkarriere
Nachdem Ali İhsan seine Karriere 1959 als Fußballer beendet hatte, wurde er zum Vorstandsmitglied ernannt. Er brachte sich intensiv in die Mannschaft ein und tat sich besonders in der Jugendarbeit hervor.
Auch als Jugendtrainer bzw. Assistenztrainer schaffte Ali İhsan Erfolge, die durch Meistertitel für die Mannschaft dokumentiert werden.

## Trivia
- Er wurde 1965 in einem von der Tageszeitung Cumhuriyet organisierten Wettbewerb in die beste Elf der letzten 42 Jahre gewählt, d. h. seit der Gründung des türkischen Fußballverbandes.[3]